# Ugo Perone
Ugo Perone (Torino, 16 aprile 1945) è un filosofo italiano.

## Biografia
Ugo Perone, già allievo di Luigi Pareyson, ha completato gli studi di filosofia a Torino nel 1967 con una tesi su "La filosofia della libertà in Charles Secrétan". Per il suo lavoro ha ricevuto il Premio Luisa Guzzo per la migliore dissertazione filosofica dell'anno accademico.
A questo è seguita una borsa di ricerca quadriennale presso l'Università di Torino, e successivamente un posto di assistente. All'Università di Torino, Ugo Perone è stato poi nominato professore di Filosofia della religione nel 1982.  Ordinario di filosofia teoretica nell'Università Tor Vergata di Roma  (1989) è stato successivamente (1993) chiamato alla cattedra di filosofia morale nell'Università del Piemonte Orientale, dove è stato anche Direttore del Dipartimento di Studi Umanistici dal 2005 al 2011 e dal 2005 al 2008 delegato del Rettore per gli affari internazionali.
Dal 2012 Ugo Perone è titolare presso la Humboldt Universität di Berlino della cattedra  Guardini di Filosofia della religione e della visione del mondo cattolica. La cattedra, che faceva capo alla locale Facoltà di Teologia, è stata trasferita dall’ottobre 2019 all’Istituto Centrale di Teologia Cattolica dell'Università con il nome di cattedra di Filosofia della religione e di storia delle idee teologiche.
Parallelamente alla carriera accademica, Ugo Perone è stato Assessore alla Cultura del Comune di Torino dal 1993 al 2001 e dal 2001 al 2003 è stato Direttore dell'Istituto Italiano di Cultura di Berlino (nomina di chiara fama). Dal 2009 al 2013 è stato altresì Assessore alla cultura e al turismo della Provincia di Torino.
Ugo Perone è Senior Fellow del Collegium Budapest. Dal 2006 è Presidente della Società Italiana per gli Studi di Filosofia e Teologia e membro del comitato direttivo della rivista Filosofia e Teologia e dell’Archivio filosofico. È anche membro del comitato scientifico delle riviste Giornale di metafisica e Spazio Filosofico e del Centro Studi Filosofico-religiosi Luigi Pareyson. È fondatore e direttore della Scuola di Alta Formazione Filosofica (SdAFF). È infine membro di diversi comitati nazionali e internazionali nel campo della filosofia e della teologia.

## Pensiero
Le opere più recenti sono dedicate ad approfondire la possibile dimensione politica di una filosofia ermeneutica (la politica è l’invenzione di un nuovo ordine che contempera il „per me“ e il „per tutti“); la riscoperta di una morale creativa, capace di forzare l’etica oltre se stessa, verso una normatività più inclusiva; le tematiche della filosofia della religione con una ridiscussione del significato della secolarizzazione; la ricchezza e la complessità della verità che non si lascia ridurre a semplice corrispondenza, ma include anche la responsabilità per il reale.
Una metafora ha ispirato l'intero percorso di pensiero di Perone, quella della lotta di Giacobbe con l'Angelo, raccontata nel libro della Genesi. Nella notte del deserto, uno straniero interrompe la solitudine di Giacobbe e combatte con lui in una battaglia che non avrà né vincitori né vinti. Solo all'alba Giacobbe scopre di essere stato ferito dall'Angelo. Ma questa ferita significa anche la benedizione e un nuovo nome: Giacobbe, che ha combattuto con Dio e non è stato ucciso, d'ora innanzi si chiamerà Israele.
Il racconto è la cifra dell'estrema tensione che sussiste, secondo Perone, tra il finito e l'infinito, tra il penultimo e l'ultimo, tra i singoli significati e il senso complessivo. La filosofia ha un'obbligazione morale di fedeltà al finito che la conduce a non rinnegare mai le condizioni storiche del pensiero, ma anche a non rinunciare alla sua vocazione a trascenderle con l'ascolto del non immediato, il lavoro e la fatica. Riconosciuta la modernità come condizione, il pensiero non può illudersi di potersi semplicemente installare nell'essere o nel senso, come se tra finito e infinito non si fosse consumata una cesura. E tuttavia, ugualmente inopportuno sarebbe un appiattimento sui semplici significati storici, dimentico dell'appello dell'essere. La necessaria protezione della finitezza (protezione del finito anche nei confronti dell'essere, che in qualche modo va sfidato, perché è coi forti che è necessario essere forti) non deve significare l'eliminazione di nessuno dei due contendenti. Sulla soglia tra finito e infinito, tra storia e ontologia, si realizza una mediazione, che non implica il superamento della distanza, ma la sua conservazione. Al fine di preservare la «doppia eccedenza» del finito sull'infinito e di questo su quello, è sbagliato cancellare la distanza tra essi, sia trasformandola in identità, sia indebolendola fino a un punto d'indifferenza.
Così, è vero, per esempio, che la memoria non conserva che frammenti, né può pretendere di ricordare direttamente l'intero; ma è altrettanto vero che questi frammenti non vanno abbandonati a una deriva nichilistica, perché nel frammento – che la memoria ricorda – non è un semplice istante, ma appunto l'essenziale (di una vita, di una storia…) a dover essere ricordato.
La filosofia resta ossessionata dal tutto, ma questo tutto «non ha l'estensione della totalità, ma l'intensità del frammento in cui ne va dell'intero».
Si comprende quindi perché i primi libri di Perone abbiano titoli doppi: Modernità e memoria, Storia e ontologia: si tratta di dire sempre insieme due cose, secondo una dialettica dell'et-et, dell'indugio e dell'anticipazione. Se i libri successivi individuano invece, fin dal titolo, un unico tema (Le passioni del finito; Nonostante il soggetto; Il presente possibile; La verità del sentimento), questo significa che il finito, il soggetto, il presente, il sentimento vengono analizzati come soglie, come luoghi che non possono nemmeno essere concepiti, per non dire vissuti, senza la memoria dell'altro. Come nel caso di Giacobbe, sono luoghi che portano la ferita inferta loro dall'altro come una benedizione.

## Metodo di lavoro
Perone elabora la propria filosofia ermeneuticamente, a partire da uno studio in profondità – spesso svolto controcorrente rispetto alle mode culturali del momento – della storia della filosofia e di singoli autori classici e contemporanei, come Cartesio, Schiller, Feuerbach, Secrétan, Benjamin, in aggiunta ad altri filosofi (in particolare, Platone, Aristotele, Hegel, Schelling, Kierkegaard, Husserl, Heidegger, Merleau-Ponty e Lévinas), i cui nomi costellano i suoi numerosi lavori. Parte integrante della ricerca filosofica di Perone è altresì un confronto continuo con la teologia, soprattutto quella di Barth, Bonhoeffer, Bultmann e Guardini, che negli anni recenti si è esteso alla considerazione della poesia (specialmente quella di Paul Celan), della narrativa e del teatro, intesi come aree capaci di offrire contributi filosofici cruciali.
La sua capacità di essere maestro e di indirizzare i giovani nella ricerca filosofica è indisgiungibile dal suo modo di praticare la filosofia.

## Opere principali
- Teologia ed esperienza religiosa in Feuerbach, Mursia, Milano, 1972; nuova ed. rivista, 2016.
- Storia e ontologia. Saggi sulla teologia di Bonhoeffer, Studium, Roma, 1976.
- Schiller: la totalità interrotta, Mursia, Milano, 1982.
- Modernità e memoria, Sei, Torino, 1987.
- In lotta con l'angelo. La filosofia degli ultimi due secoli di fronte al Cristianesimo, SEI, Torino, 1989 (in collaborazione con G. Ferretti, A. Pastore Perone, C. Ciancio, M. Pagano).
- Invito al pensiero di Feuerbach, Mursia, Milano, 1992.
- Le passioni del finito, EDB, Bologna, 1994 (trad. ted.: Endlichkeit. Von Grenzen und Passionen, Übers H. Benning, Eos Verlag, Abtei St. Ottilien, 2015).
- Cartesio o Pascal? Un dialogo sulla modernità, Rosenberg & Sellier, Torino, 1995 (con C. Ciancio).
- Nonostante il soggetto, Rosenberg & Sellier, Torino, 1995 (trad. ted.: Trotz/dem Subjekt, Peeters Verlag, Leuven, 1998).
- Il presente possibile, Guida, Napoli, 2005 (trad. ingl. a cura di Silvia Benso e Brian Schröder: The Possible Present, SUNY Press, Albany, NY, 2011).
- La verità del sentimento, Guida, Napoli, 2008.
- Filosofia e spazio pubblico, a cura di U. Perone, Il Mulino, Bologna, 2012.
- Ripensare il sentimento, Cittadella Editrice, Assisi, 2014.
- L'essenza della religione, Queriniana, Brescia, 2015.
- Il racconto della filosofia. Breve storia della filosofia, Queriniana, Brescia, 2016.

## Altre pubblicazioni
Un tema che è diventato predominante nella produzione più recente è la riflessione etico-politica. Tra le sue pubblicazioni sul tema si ricordano: 
- Filosofia e spazio pubblico, a cura di U. Perone, Il Mulino, Bologna 2012;
- Das Christentum nach der Säkularisation, in Europa ohne Gott? Auf der Suche nach unserer Identität, a cura di L. Simon e J.-J. Hahn, Hänssler, Holzgerlingen 2007, pp. 71–86;
- Lo spazio pubblico e le sue metafore, in Identità, differenze, conflitti, a cura di L. Ruggiu e F. Mora, Mimesis, Milano 2007, pp. 365–377 (trad. inglese Space and its Metaphors, in “Symposium”, vol. 14, Automne 2010, n. 2, pp. 5–18);
- La secolarizzazione: un bilancio, in “Annuario filosofico“, 28, 2012, Mursia, Milano 2013, pp. 107–131.
- S. Givone, I sentieri della filosofia, Rosenberg & Sellier, Torino 2015

Una cospicua parte della produzione di Perone si concentra sul tema della finitezza e sul rapporto tra filosofia e narrazione. Tra i contributi in lingua tedesca, si segnalano: 
- Verzögerung und Vorwegnahme, in Alltag und Transzendenz, a cura di B. Casper e W. Sparn, Alber, Freiburg/München 1992, pp. 163–178;
- Die Zweideutigkeit des Alltags, in Alltag und Transzendenz, ed. cit., pp. 241–263;
- Das trübe Ich, in Der fragile Körper. Zwischen Fragmentierung und Ganzheitanspruch, a cura di E. Agazzi, E. Koczisky, V&R Unipress, Göttingen 2005, pp. 109–117.

Tra i numerosi articoli, vanno ricordati almeno quelli dedicati al pensiero di Benjamin: 
- Benjamin e il tempo della memoria, in «Annuario Filosofico», I (1985), Mursia, Milano 1986, pp. 241–272;
- Memoria, tempo e storia in Walter Benjamin, in G. Ferretti, a cura di, Il tempo della memoria, Marietti, Genova 1987, pp. 253–284;
- Walter Benjamin, in Enciclopedia Filosofica, Centro Studi Filosofici di Gallarate, vol. II, Bompiani, Milano 2006, pp. 1175–1178;
- Il rischio del presente: Benjamin, Bonhoeffer, Celan, in L'acuto del presente. Poesia e poetiche a metà del Novecento, a cura di C. Sandrin, Edizioni dell'Orso, Alessandria 2009, pp. 1–15 (trad. inglese The Risks of the Present: Benjamin, Bonhoeffer and Celan, in “Symposium”, vol. 14, Automne 2010, n. 2, pp. 19–34).

Per l’Enciclopedia Filosofica, Bompiani, Milano, 2006 ha curato le seguenti voci: Ateismo, Benjamin, Futuro, Memoria, Passato, Pensiero, Presente, Riflessione, Secrétan, Silenzio, Tempo.
Ha curato e introdotto presso Rosenberg & Sellier l'edizione dei testi degli autori della Scuola di Alta Formazione Filosofica: J.-L. Marion, Dialogo con l'amore, 2007; D. Henrich, Metafisica e modernità, 2008; C. Larmore, Dare ragioni, 2008; J. Searle, Coscienza, linguaggio, società, 2009; A. Heller, Per un'antropologia della modernità, 2009; E. Severino, Volontà, destino, linguaggio. Filosofia e storia dell'Occidente, 2010; B. Waldenfels, Estraneo, straniero, straordinario. Saggi di fenomenologia responsiva, 2011; Intorno a Jean-Luc Nancy, 2012; H. Joas, Valori, società, religione, 2014.